# Wacław Wolski (pisarz)

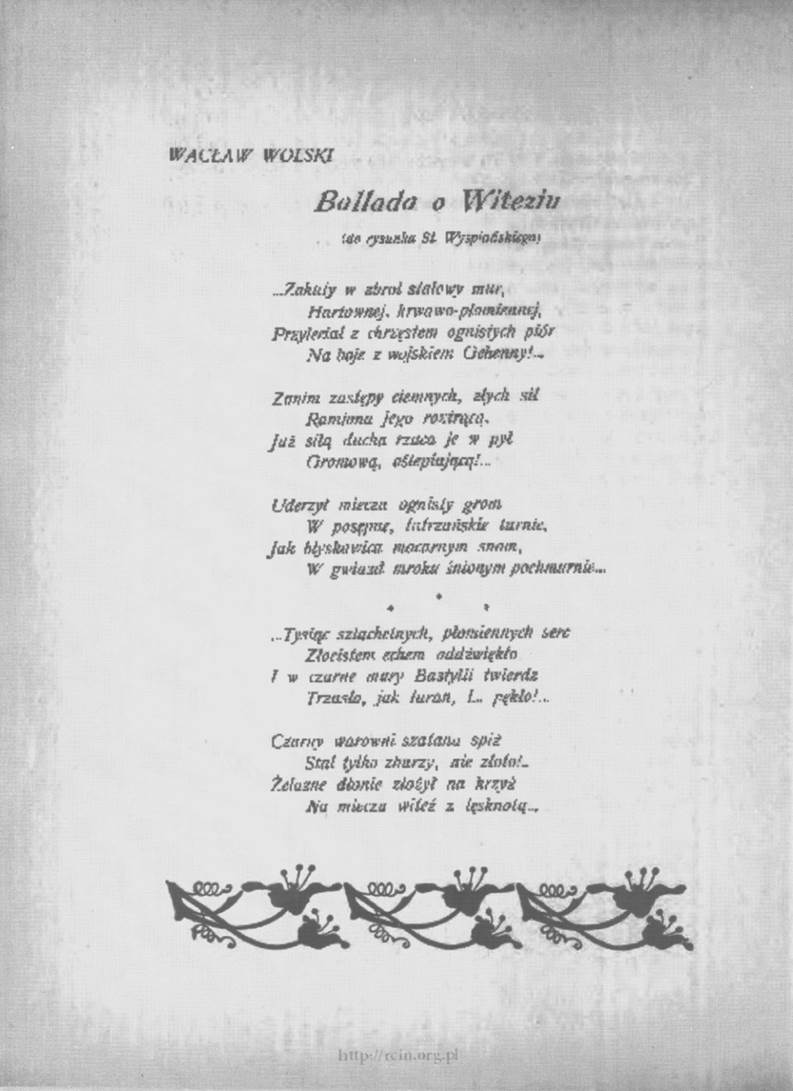
Ballada o Witeziu („Witeź” 1908, s. 88)

Wacław Wolski (ur. ok. 1867 w Płocku, zm. 6 kwietnia 1928 w Warszawie) – polski poeta, autor m.in. „Ballad tatrzańskich”.

## Życiorys
Urodził się w Płocku w roku 1866 lub 1867. Ukończył tamtejsze gimnazjum (obecnie Liceum Ogólnokształcące im. Marszałka Stanisława Małachowskiego); jeszcze jako uczeń debiutował jednoaktówką Figliki w warszawskim „Przyjacielu Dzieci”. Studiował prawo na Uniwersytecie Warszawskim. Po studiach krótko pracował w Płocku jako aplikant sądowy. Wkrótce zaczął publikować poezje oraz teksty promujące ideały lewicowe – w 1892 roku został za to uwięziony w X pawilonie Cytadeli warszawskiej. W czasie I wojny światowej przebywał w Kijowie.
W następnych latach mieszkał w Warszawie. Współpracował z redakcjami wielu czasopism, m.in. „Wędrowca”, „Wiadomości Literackich, „Korespondenta Płockiego”, „Witezia”, „Sowizdrzała”, a od roku 1919 głównie z redakcją „Robotnika”.
Żył w trudnych warunkach materialnych. W ostatnim okresie życia przebywał w zakładzie dla nerwowo chorych.

## Twórczość
Wacław Wolski opublikował m.in. zbiory:
- 1891 – „Burza”[13], „Poemat”,
- 1893 – „Burza”. „Śpiewy 2 i 3”,
- 1901 – „Wzloty na Parnas”, szkice o współczesnej poezji polskiej,
- 1902 – „Nieznanym”[14], impresyjne sonety z akcentami społecznymi (w zbiorze – cykl „Tatry w zimie”),
- 1908 – „Powieść tajemna”, liryka nastrojowo-symboliczna,
- 1908 – „Ballady tatrzańskie”[15],
- 1911 – „Arcana”,
- 1912 – „Mare tenebrarum”[16] (liryka o charakterze mistycznym).

Bywa uznawany przez część krytyków za poetę mało oryginalnego (niegodnego pamięci naśladowcę Tadeusza Micińskiego). Inni umieszczają go wśród tych poetów, których utwory nie tylko są warte pamięci, ale również polecenia, zwłaszcza miłośnikom Tatr.
W rozdziale „Polska – literatura współczesna (1863–1930)” Encyklopedii Gutenberga (online) Wacław Wolski (1867–1927) został wymieniony jako poeta–samotnik, autor „Ballad tatrzańskich” i in..